# Erebus gemmans
Erebus gemmans är en fjärilsart som beskrevs av Achille Guenée 1852. Erebus gemmans ingår i släktet Erebus och familjen nattflyn. Inga underarter finns listade i Catalogue of Life.

## Bildgalleri

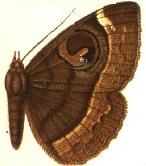